# Хэнли, Грант
Грант Хэ́нли (англ. Grant Hanley; род. 20 ноября 1991, Дамфрис) — шотландский футболист, защитник клуба «Бирмингем Сити» и сборной Шотландии. Участник двух чемпионатов Европы (2020 и 2024).

## Клубная карьера
Хэнли является воспитанником английского клуба «Блэкберн Роверс», в Академии которого он обучался с 2008 года.
В апреле 2010 года за свою впечатляющую игру в дубле «бродяг» Грант был переведён в первый состав команды, где получил футболку с номером «31».
Дебют Хэнли во взрослом составе «Блэкберна» состоялся 9 мая 2010 года, когда в последнем туре английской Премьер-лиги сезона 2009/10 его команда на стадионе «Вилла Парк» играла с бирмингемской «Астон Виллой». Поединок закончился со счётом 1:0 в пользу «Роверс», а сам Грант отыграл полный матч. 21 июля того же года Грант пролонгировал с «Блэкберном» соглашение о сотрудничестве ещё на пять лет. 5 марта 2011 года шотландец открыл счёт своим голам в профессиональном футболе, поразив ворота «Фулхэма» в гостевом для «бродяг» поединке английской Премьер-лиги.
Постепенно Хэнли стал основным защитником «Блэкберна», ему доверяли все тренера, которые сменяли друг друга на посту менеджера «бродяг». В 2013 году, когда тренером был назначен Гэри Бойер, работавший с Грантом в Академии, Хэнли поменял игровой номер — с «31» на «5». Во время зимнего трансферного окна в 2014 году команду покинул капитан клуба Скотт Данн, который перебрался в «Кристал Пэлас». Спустя несколько дней менеджер «Роверс» объявил, что капитанская повязка теперь принадлежит Гранту Хэнли.

### Клубная статистика
| Клуб                       | Сезон                      | Чемпионат | Чемпионат | Кубок | Кубок | Кубок Лиги | Кубок Лиги | Еврокубки | Еврокубки | Итого | Итого |
| Клуб                       | Сезон                      | Игры      | Голы      | Игры  | Голы  | Игры       | Голы       | Игры      | Голы      | Игры  | Голы  |
| -------------------------- | -------------------------- | --------- | --------- | ----- | ----- | ---------- | ---------- | --------- | --------- | ----- | ----- |
| Блэкберн Роверс            | 2009/10                    | 1         | 0         | —     | —     | —          | —          | —         | —         | 1     | 0     |
| Блэкберн Роверс            | 2010/11                    | 7         | 1         | 2     | 0     | —          | —          | —         | —         | 9     | 1     |
| Блэкберн Роверс            | 2011/12                    | 23        | 1         | 1     | 0     | 4          | 0          | —         | —         | 28    | 1     |
| Блэкберн Роверс            | 2012/13                    | 39        | 2         | 5     | 1     | 1          | 0          | —         | —         | 45    | 3     |
| Блэкберн Роверс            | 2013/14                    | 38        | 1         | 2     | 0     | 0          | 0          | —         | —         | 40    | 1     |
| Блэкберн Роверс            | 2014/15                    | 31        | 1         | 0     | 0     | 0          | 0          | —         | —         | 31    | 1     |
| Всего за «Блэкберн Роверс» | Всего за «Блэкберн Роверс» | 139       | 6         | 10    | 1     | 5          | 0          | 0         | 0         | 154   | 7     |
| Всего за карьеру           | Всего за карьеру           | 139       | 6         | 10    | 1     | 5          | 0          | 0         | 0         | 154   | 7     |

(откорректировано по состоянию на 24 февраля 2015)

## Сборная Шотландии
В сентябре 2009 года Хэнли дебютировал в составе сборной Шотландии (до 19 лет). Уже в ноябре Грант был избран капитаном «тартановых». Провёл за сборную этого возраста семь матчей.
В ноябре 2010 года 18-летний Хэнли был вызван в молодёжную сборную Шотландии на товарищескую встречу против сверстников из Северной Ирландии. В том же поединке, который состоялся 17 ноября, Грант и дебютировал в первом составе «молодёжки». В феврале 2011 года Хэнли был впервые призван под знамёна первой сборной Шотландии на матч Кубка наций против сборной Северной Ирландии. 25 мая того же года состоялся дебют молодого защитника в «тартановой армии». В этот день шотландцы в поединке Кубка наций встречались с валлийцами — Грант появился на поле на 84-й минуте игры, заменив Гэри Колдуэлла. 22 марта 2013 года Хэнли впервые отличился забитым мячом за национальную команду, поразив в отборочном матче к мировому первенству 2014 года ворота сборной Уэльса.
19 мая 2021 года был включён в официальную заявку сборной Шотландии для участия в матчах чемпионата Европы 2020 года, а также в товарищеских матчах против сборных Нидерландов и Люксембурга (2 и 6 июня 2021 года соответственно).

## Достижения
Сборная Шотландии
- Серебряный призёр Кубка наций: 2011

### Матчи и голы за сборную Шотландии
| Матчи и голы Хэнли за сборную Шотландии | Матчи и голы Хэнли за сборную Шотландии | Матчи и голы Хэнли за сборную Шотландии                     | Матчи и голы Хэнли за сборную Шотландии | Матчи и голы Хэнли за сборную Шотландии | Матчи и голы Хэнли за сборную Шотландии | Матчи и голы Хэнли за сборную Шотландии           |
| №                                       | Дата                                    | Место                                                       | Оппонент                                | Счёт                                    | Голы Хэнли                              | Соревнование                                      |
| --------------------------------------- | --------------------------------------- | ----------------------------------------------------------- | --------------------------------------- | --------------------------------------- | --------------------------------------- | ------------------------------------------------- |
| 1                                       | 25 мая 2011                             | «Авива», Дублин, Ирландия                                   | Уэльс                                   | 3:1                                     | —                                       | Кубок наций 2011                                  |
| 2                                       | 29 мая 2011                             | «Авива», Дублин, Ирландия                                   | Ирландия                                | 0:1                                     | —                                       | Кубок наций 2011                                  |
| 3                                       | 10 августа 2011                         | «Хэмпден Парк», Глазго, Шотландия                           | Дания                                   | 2:1                                     | —                                       | Товарищеский матч                                 |
| 4                                       | 14 ноября 2012                          | «Жози Бартель», Люксембург, Люксембург                      | Люксембург                              | 2:1                                     | —                                       | Товарищеский матч                                 |
| 5                                       | 22 марта 2013                           | «Хэмпден Парк», Глазго, Шотландия                           | Уэльс                                   | 1:2                                     | 1                                       | Отборочный матч чемпионата мира по футболу 2014   |
| 6                                       | 26 марта 2013                           | «Караджордже», Нови-Сад, Сербия                             | Сербия                                  | 0:2                                     | —                                       | Отборочный матч чемпионата мира по футболу 2014   |
| 7                                       | 7 июня 2013                             | «Максимир», Загреб, Хорватия                                | Хорватия                                | 1:0                                     | —                                       | Отборочный матч чемпионата мира по футболу 2014   |
| 8                                       | 14 августа 2013                         | «Уэмбли», Лондон, Англия                                    | Англия                                  | 2:3                                     | —                                       | Товарищеский матч                                 |
| 9                                       | 6 сентября 2013                         | «Хэмпден Парк», Глазго, Шотландия                           | Бельгия                                 | 0:2                                     | —                                       | Отборочный матч чемпионата мира по футболу 2014   |
| 10                                      | 10 сентября 2013                        | Национальная арена Филипп II Македонский, Скопье, Македония | Македония                               | 2:1                                     | —                                       | Отборочный матч чемпионата мира по футболу 2014   |
| 11                                      | 15 октября 2013                         | «Хэмпден Парк», Глазго, Шотландия                           | Хорватия                                | 2:0                                     | —                                       | Отборочный матч чемпионата мира по футболу 2014   |
| 12                                      | 15 ноября 2013                          | «Хэмпден Парк», Глазго, Шотландия                           | США                                     | 0:0                                     | —                                       | Товарищеский матч                                 |
| 13                                      | 28 мая 2014                             | «Крейвен Коттедж», Лондон, Англия                           | Нигерия                                 | 2:2                                     | —                                       | Товарищеский матч                                 |
| 14                                      | 7 сентября 2014                         | «Сигнал Идуна Парк», Дортмунд, Германия                     | Германия                                | 1:2                                     | —                                       | Отборочный матч чемпионата Европы по футболу 2016 |
| 15                                      | 11 октября 2014                         | «Айброкс», Глазго, Шотландия                                | Грузия                                  | 1:0                                     | —                                       | Отборочный матч чемпионата Европы по футболу 2016 |
| 16                                      | 14 ноября 2014                          | «Селтик Парк», Глазго, Шотландия                            | Ирландия                                | 1:0                                     | —                                       | Отборочный матч чемпионата Европы по футболу 2016 |
| 17                                      | 18 ноября 2014                          | «Селтик Парк», Глазго, Шотландия                            | Англия                                  | 1:3                                     | —                                       | Товарищеский матч                                 |
| 18                                      | 4 сентября 2015                         | «Динамо-Арена имени Бориса Пайчадзе», Тбилиси, Грузия       | Грузия                                  | 0:1                                     | —                                       | Отборочный матч чемпионата Европы по футболу 2016 |
| 19                                      | 7 сентября 2015                         | «Хэмпден Парк», Глазго, Шотландия                           | Германия                                | 2:3                                     | —                                       | Отборочный матч чемпионата Европы по футболу 2016 |
| 20                                      | 8 октября 2015                          | «Хэмпден Парк», Глазго, Шотландия                           | Польша                                  | 2:2                                     | —                                       | Отборочный матч чемпионата Европы по футболу 2016 |
| 21                                      | 29 марта 2016                           | «Хэмпден Парк», Глазго, Шотландия                           | Дания                                   | 1:0                                     | —                                       | Товарищеский матч                                 |
| 22                                      | 29 мая 2016                             | Национальный стадион, Та-Кали, Мальта                       | Италия                                  | 0:1                                     | —                                       | Товарищеский матч                                 |
| 23                                      | 4 июня 2016                             | «Сен-Сэнфорьен», Мец, Франция                               | Франция                                 | 0:3                                     | —                                       | Товарищеский матч                                 |

Итого: 23 матча / 1 гол; 9 побед, 3 ничьих, 11 поражений.
(откорректировано по состоянию на 4 июня 2016)

### Сводная статистика игр/голов за сборную
| Сборная          | Год              | Отборочные матчи ЧМ | Отборочные матчи ЧМ | Финальные матчи ЧМ | Финальные матчи ЧМ | Отборочные матчи ЧЕ | Отборочные матчи ЧЕ | Финальные матчи ЧЕ | Финальные матчи ЧЕ | Кубок наций | Кубок наций | Товарищеские матчи | Товарищеские матчи | Итого | Итого |
| Сборная          | Год              | Игры                | Голы                | Игры               | Голы               | Игры                | Голы                | Игры               | Голы               | Игры        | Голы        | Игры               | Голы               | Игры  | Голы  |
| ---------------- | ---------------- | ------------------- | ------------------- | ------------------ | ------------------ | ------------------- | ------------------- | ------------------ | ------------------ | ----------- | ----------- | ------------------ | ------------------ | ----- | ----- |
| Шотландия        | 2011             | —                   | —                   | —                  | —                  | —                   | —                   | —                  | —                  | 2           | 0           | 1                  | 0                  | 3     | 0     |
| Шотландия        | 2012             | —                   | —                   | —                  | —                  | —                   | —                   | —                  | —                  | —           | —           | 1                  | 0                  | 1     | 0     |
| Шотландия        | 2013             | 6                   | 1                   | —                  | —                  | —                   | —                   | —                  | —                  | —           | —           | 2                  | 0                  | 8     | 1     |
| Шотландия        | 2014             | —                   | —                   | —                  | —                  | 3                   | 0                   | —                  | —                  | —           | —           | 2                  | 0                  | 5     | 0     |
| Шотландия        | 2015             | —                   | —                   | —                  | —                  | 3                   | 0                   | —                  | —                  | —           | —           | —                  | —                  | 3     | 0     |
| Шотландия        | 2016             | —                   | —                   | —                  | —                  | —                   | —                   | —                  | —                  | —           | —           | 3                  | 0                  | 3     | 0     |
| Всего за карьеру | Всего за карьеру | 6                   | 1                   | 0                  | 0                  | 6                   | 0                   | 0                  | 0                  | 2           | 0           | 9                  | 0                  | 23    | 1     |

(откорректировано по состоянию на 4 июня 2016)